# Allueva
Allueva es un municipio de España, perteneciente a la Comarca del Jiloca, parte de la Antigua Comunidad de Daroca, al noroeste de la provincia de Teruel, Comunidad Autónoma de Aragón, a 94 km de Teruel. Tiene un área de 18,65 km² con una población de 21 habitantes (INE 2022) y una densidad de 1,12 hab/km². El código postal es 44492.
En el casco urbano destaca la iglesia parroquial, dedicada a la Asunción (siglo XVIII) y que acoge en su interior unos bellos retablos barrocos de los siglos XVII y XVIII. En las proximidades de la población se encuentra el nacimiento del río Aguasvivas. El Ayuntamiento viejo y casa aledaña debió ser un edificio noble construido en sillería. Se ven restos de un alero, y tiene un curioso dintel con marcas de cantería de antiguos masones. Entre las que se distinguen una escuadra, compás, y cincel; además de una fecha poco reconocible enmarcada en su parte central.

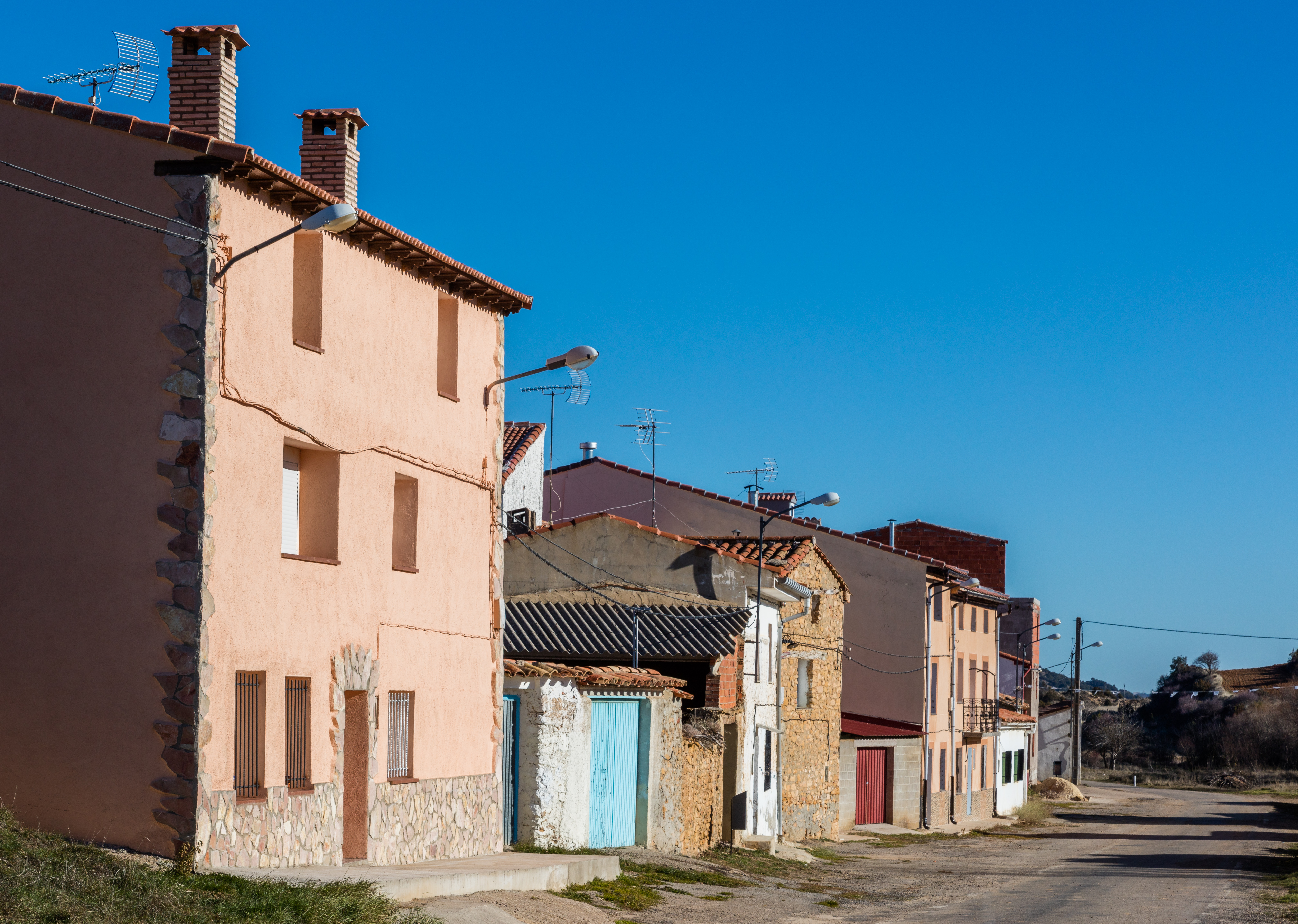
Calle de Allueva frente a la carretera.

## Toponimia
Según Miguel Asín Palacios, el nombre de la localidad procede del árabe al-luwaiba(t) (اللويبة), que este autor traduce como la pedregosilla.

## Geografía
Se encuentra en un valle, conocido como Cañallueva, que enmarca en paralelo la sierra de Cucalón, en el tramo de la sierra de Oriche, al Noreste y la sierra de Pelarda al Suroeste. En sus montes predomina el pinar rodeno y roble rebollo por el sur. En su término municipal, en el valle nacen y discurren en sentidos opuestos, los ríos Huerva (lugar de los Villares) y Aguas Vivas (lugar de los Hinares). De sus montes nacen también el arroyo Segura que forma parte del río Martín, y otro arroyo que se integra en el Jiloca por otra vertiente. Ocupa un lugar elevado en la Comarca y con los 1492 m del Retuerta se abren sus aguas hacia varias vertientes.

## Historia
Existe referencia en las crónicas de la participación de gentes de Allueva en la batalla de Cutanda. Hecho de armas entre Alfonso I el Batallador y el ejército mandado por Ibrahim ibn Yusuf (1120), ocurrido en Cutanda, cerca de Calamocha (Teruel), en el que los almorávides fueron vencidos por los ejércitos cristianos.
En el año 1248, por privilegio de Jaime I, este lugar se desliga de la dependencia de Daroca, pasando a formar parte de Sesma de Barrachina en la Comunidad de Aldeas de Daroca, que en 1838 fue disuelta. La Comunidad de Daroca se componía de seis divisiones o sexmas (como su nombre indica), aunque en otros momentos fueron cinco. Las Comunidades, como la de Daroca, eran territorios de realengo que J.Mª.Lacarra describe como "auténticas repúblicas de hombres libres", que se autogobernaban en común, y con representantes a las Cortes de Aragón.
En la década de 1860-69 crece su término municipal porque incorpora a Fonfría y a Salcedillo, agrupación que no duró mucho porque quedó disuelta a comienzos del siglo XX.

## Demografía
Allueva cuenta con una población de 30 habitantes (INE 2024).
| Gráfica de evolución demográfica de Allueva entre 1842 y 2021 |
| |
| Población de derecho según los censos de población del INE Población de hecho según los censos de población del INEEn 1857 crece el término del municipio porque incorpora a Fonfría y Salcedillo En 1930 disminuye el término del municipio porque independiza a Fonfría y Salcedillo |

## Administración y política
| Período   | Alcalde                     | Partido |  |
| --------- | --------------------------- | ------- |  |
| 1979-1983 | Antonio Ruber Gracia        | UCD     |  |
| 1983-1987 |                             |         |  |
| 1987-1991 |                             |         |  |
| 1991-1995 |                             |         |  |
| 1995-1999 |                             |         |  |
| 1999-2003 |                             |         |  |
| 2003-2007 |                             |         |  |
| 2007-2011 | Gregorio Blasco Paracuellos | PSOE    |  |
| 2011-2015 | Gregorio Blasco Paracuellos | PSOE    |  |
| 2015-     | Pilar Molina Bernad         | PP      |  |

| Partido político    | Partido político                                   | 2003   | 2007   | 2011   | 2015   |
| Partido político    | Partido político                                   | Ediles | Ediles | Ediles | Ediles |
|                     | Partido Popular de Aragón (PP)                     | —      | —      | —      | 1      |
|                     | Partido de los Socialistas de Aragón (PSOE-Aragón) | 1      | 1      | 1      | —      |
|                     | Partido Aragonés (PAR)                             | —      | —      | —      | —      |
| Total de concejales | Total de concejales                                | 1      | 1      | 1      | 1      |

## Monumentos y lugares de interés
- Iglesia de la Asunción.

## Fiesta local
- El 25 y 26 de agosto se celebra San Luis, rey de Francia (1214-70), cruzado en la VII y VIII cruzadas y devoto rey. También se celebraba el 20 de enero San Fabián, pontífice romano(año 250)y San Sebastián, soldado imperial y mártir de Maximino (año 300).